# Lecithine-cholesterol-acyltransferase
Lecithine-cholesterol-acyltransferase (LCAT) is een enzym dat vrij cholesterol omzet in cholesterylester (een meer hydrofobe vorm van cholesterol). Dit cholesterylester wordt opgenomen in de kern van een lipoproteïnepartikel. Het enzym is gebonden aan high-density-lipoproteïne (HDL) en aan low-density-lipoproteïne (LDL) in het bloedplasma.